# Thomas Mitchell (aktor)
Thomas Mitchell (ur. 11 lipca 1892 w Elizabeth, zm. 17 grudnia 1962 w Beverly Hills) – amerykański aktor i scenarzysta. Laureat Oscara za rolę drugoplanową w filmie Dyliżans. Ponadto w tej samej kategorii był także nominowany za rolę w filmie Huragan. Mitchell był pierwszym męskim aktorem, który zdobył potrójną koronę aktorstwa: Oscara, Emmy i Tony.

## Życiorys

### Wczesne lata
Mitchell urodził się w rodzinie irlandzkich imigrantów w Elizabeth, New Jersey. Pochodził z rodziny dziennikarzy i działaczy społecznych. Zarówno jego ojciec, jak i brat byli dziennikarzami prasowymi, a jego bratanek James P. Mitchell później pełnił funkcję sekretarza pracy w gabinecie Dwighta Eisenhowera. Później, w wyborach prezydenckich w 1952 r., Mitchell, sam republikanin, poparł kampanię Eisenhowera. Młodszy Thomas Mitchell został także reporterem po ukończeniu liceum św. Patryka w Elizabeth. Jednak Mitchell szybko odkrył, że lubił pisać komiczne skecze teatralne o wiele bardziej niż przynoszące wątpliwy dochód artykuły. W 1927 roku Mitchell dołączył do klubu teatralnego The Lambs.

## Wybrana filmografia
- 1931 – Six Cylinder Love jako Bertram Rogers (debiut filmowy)
- 1937 – Zagubiony horyzont jako Henry Barnard
- 1937 – Huragan jako Dr Kersaint
- 1937 – Make Way for Tomorrow jako George Cooper
- 1939 – Przeminęło z wiatrem (Gone with the Wind) jako Gerald O'Hara
- 1939 – Dyliżans (Stagecoach) jako Dr Josiah Boone
- 1940 – Nasze miasto jako Dr Frank F. Gibbs
- 1940 – Długa podróż do domu jako Driscoll
- 1942 – Historia jednego fraka jako John Halloway
- 1942 – Czarny łabędź (The Black Swan) jako Tom Blue
- 1943 – Wyjęty spod prawa (The Outlaw) jako Pat Garrett
- 1943 – Bataan jako kapral Jake Feingold
- 1944 – Klucze królestwa jako Dr Willie Tulloch
- 1946 – To wspaniałe życie
- 1946 – Mroczne zwierciadło
- 1949 – The Big Wheel
- 1949 – Alias Nick Beal
- 1952 – W samo południe (High Noon) jako major Jonas Henderson
- 1961 – Arystokracja podziemi

## Nagrody
- Nagroda Akademii Filmowej 1939: Dyliżans (Najlepszy Aktor Drugoplanowy)